# Timofej Skatov
Timofej Dmitrijevitj Skatov (russisk: Тимофей Дмитриевич Скатов, født 21. januar 2001 i Petropavl, Kasakhstan) er en professionel tennisspiller fra Kasakhstan, som indtil 2018 repræsenterede Rusland.